# 巴涅 (安德尔省)
巴涅（法語：Bagneux，法語發音：[baɲø] ⓘ）是法国安德尔省的一个市镇，位于该省北部，属于伊苏丹区。

## 地理
巴涅（47°10'59"N, 1°45'11"E）面积25.3 平方千米，位于法国中央-卢瓦尔河谷大区安德尔省，该省份为法国中部省份，北起卢瓦-谢尔省，西北接安德尔-卢瓦尔省，西南接维埃纳省，南至克勒兹省和上维埃纳省，东临谢尔省。
与巴涅接壤的市镇（或旧市镇、城区）包括：昂茹安、比克瑟伊、丹勒普瓦利耶、奥维尔、普莱讷、巴泽勒地区圣克里斯托夫。

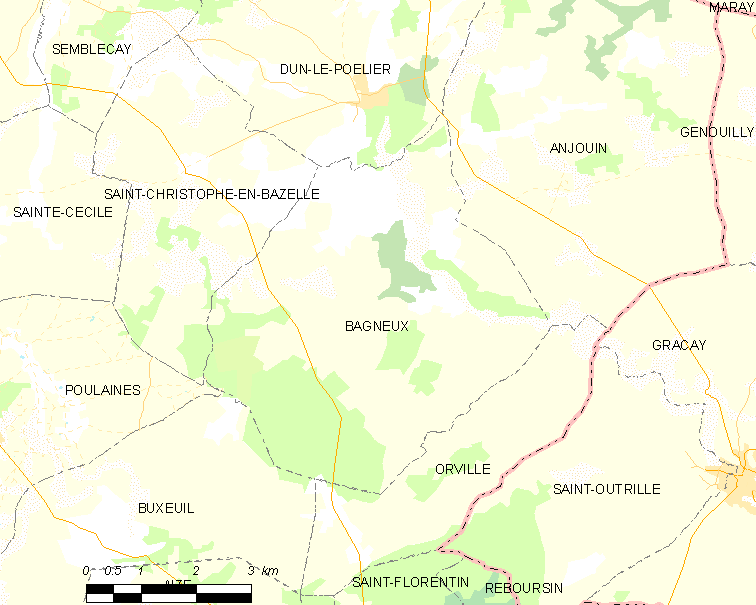
的OSM定位图

巴涅的时区为UTC+01:00、UTC+02:00（夏令时）。

## 行政
巴涅的邮政编码为36210，INSEE市镇编码为36011。

## 政治
巴涅所属的省级选区为瓦朗赛县。

## 人口

1962-2008年间人口变化图示

巴涅于2022年1月1日时的人口数量为173人。